# Liste der Kulturdenkmäler in Niederrode
Die folgende Liste enthält die in der Denkmaltopographie ausgewiesenen Kulturdenkmäler auf dem Gebiet des Ortsteils Niederrode der  Stadt Fulda, Landkreis Fulda, Hessen.
Hinweis: Die Reihenfolge der Denkmäler in dieser Liste orientiert sich an der Anschrift, alternativ ist sie auch nach der Bezeichnung oder der Bauzeit sortierbar.
Kulturdenkmäler werden fortlaufend im Denkmalverzeichnis des Landes Hessen durch das Landesamt für Denkmalpflege Hessen auf Basis des Hessischen Denkmalschutzgesetzes (HDSchG) geführt. Die Schutzwürdigkeit eines Kulturdenkmals hängt nicht von der Eintragung in das Denkmalverzeichnis des Landes Hessen oder der Veröffentlichung in der Denkmaltopographie ab.

## Niederrode
| Bild            | Bezeichnung      | Lage                                                | Beschreibung | Bauzeit                | Objekt-Nr. |
| --------------- | ---------------- | --------------------------------------------------- | ------------ | ---------------------- | ---------- |
| Bild gesucht BW | Wegekreuz        | Niederroder Straße LageFlur: 2, Flurstück: 24       |              | 1868                   |            |
| Bild gesucht BW | Bildstock        | Vor Rainhardser Straße 4 LageFlur: 6, Flurstück: 11 |              | 1868                   |            |
| Bild gesucht BW | Fachwerkwohnhaus | Rainhardser Straße 4 LageFlur: 6, Flurstück: 10     |              | Anfang 19. Jahrhundert |            |
| Bild gesucht BW | Wohnhaus         | Rainhardser Straße 8 LageFlur: 6, Flurstück: 12     |              | Anfang 19. Jahrhundert |            |